# Tartály
A nyomástartó edény vagy tartály zárt, merevfalú edény, melyet a környezeténél nagyobb nyomású folyadék vagy gáz tárolására terveztek. A nyomástartó edények általában nagyobb berendezések részei (például kazándob, oxigéntartály, PB gáztartály, vegyipari berendezések, gázok tárolására szolgáló tartályok, atomreaktor nyomásálló burkolata, pneumatikus, hidraulikus hajtásoknál, légfékeknél). A nyomástartó edények változatos geometriai formájúak lehetnek, de majdnem kivétel nélkül forgástest-alakúak, ezek között is leggyakoribbak a hengeres edények a nyomástól függően csekélyebb vagy erősebben domborított véglapokkal, úgynevezett edényfenekekkel. Nem sorolják a nyomástartó edények közé az olyan tartályokat, melyeknél a környezet nyomása nagyobb a belső nyomásnál (mint például egy tengeralattjáró esetében) mivel ebben az esetben nem annyira a szilárdsági, hanem a stabilitási (behorpadás) szempontok szabják meg az edény szerkezetét és gyártásának technológiáját.
Ha egy tartály egy rendszer részeként pl. energiatárolást végez (pl. forróvízellátó rendszerben a bojler tartálya), akkor puffer tartályról, vagy hidraulikus tárolóról beszélünk. A tartályok szinte minden esetben tárolási feladatot látnak el, akár egy rendszertől függetlenül (pl. ivóvíz szállító kocsi), vagy egy rendszer belső cikruláló mennyiségeinek felvételére szolgál (pl. víztorony, ill. meleg vízzel feltöltött fűtési víztároló). Utóbbi esetben az egyenetlenül képződő mennyiségek szabályozott, az igényeknek megfelelő továbbadására alkalmazzuk.
A nyomástartó edények anyaga általában fém, leggyakrabban szénacél vagy ötvözött acél, de készülnek tartályok könnyűfémekből, műanyagokból és kompozit szerkezetű falakkal is. A tartályok köpenyét acéllemezből hidegen hengerelve alakítják hengeressé, az edényfenekeket pedig lemezből melegen sajtolva alakítják ki. A köpeny egyes részeit a 18-19. században szegecseléssel, ma csaknem kizárólag hegesztéssel erősítik egymáshoz. Néha az edényfenekekhez karimákat hegesztenek és ezeket csavarokkal erősítik egymáshoz hasonlóan a csővezetékek oldható karimakötéseihez. A két karima között megfelelő tömítés biztosítja a tömör zárást. Az egészen nagy nyomásokra szánt tartályokat vagy vastagfalú hengerléssel előállított csőből készítik, vagy több rétegű, szoros illesztéssel szerelt fallal készülnek.
A nyomástartó edények veszélyes üzemű berendezések. Korábban igen sok baleset történt főleg gőzgépek kazánjainál a helytelen tervezés, gyártás illetve üzemelés következményeképp fellépő kazánrobbanások következtében. Ezért ma a világon mindenhol a nyomástartó edények tervezése, gyártása, üzembehelyezése és üzemelése szigorú szabványok szerint történik, független állami szervek ellenőrzése mellett.

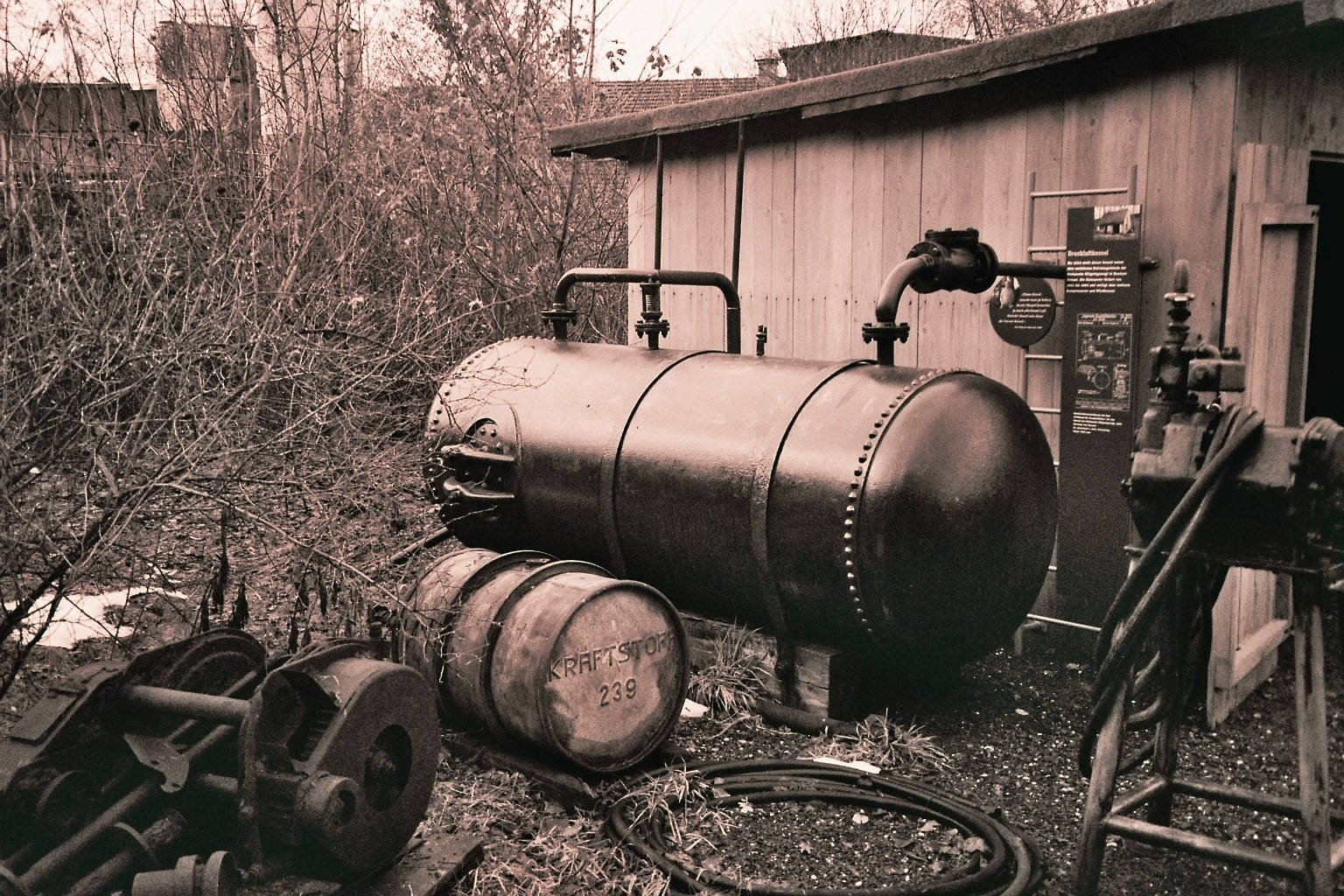
Muzeális szegecselt tartály

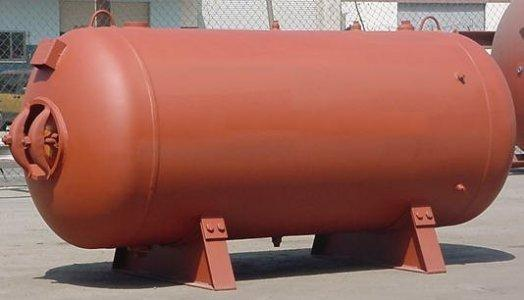
Korszerű fekvő tartály

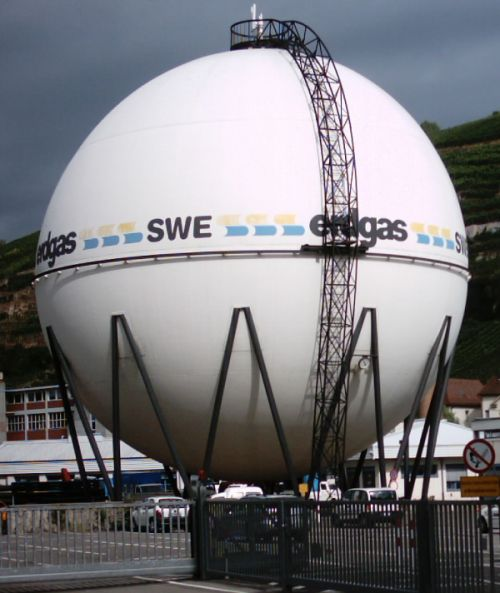
Gömbtartály gáz tárolására

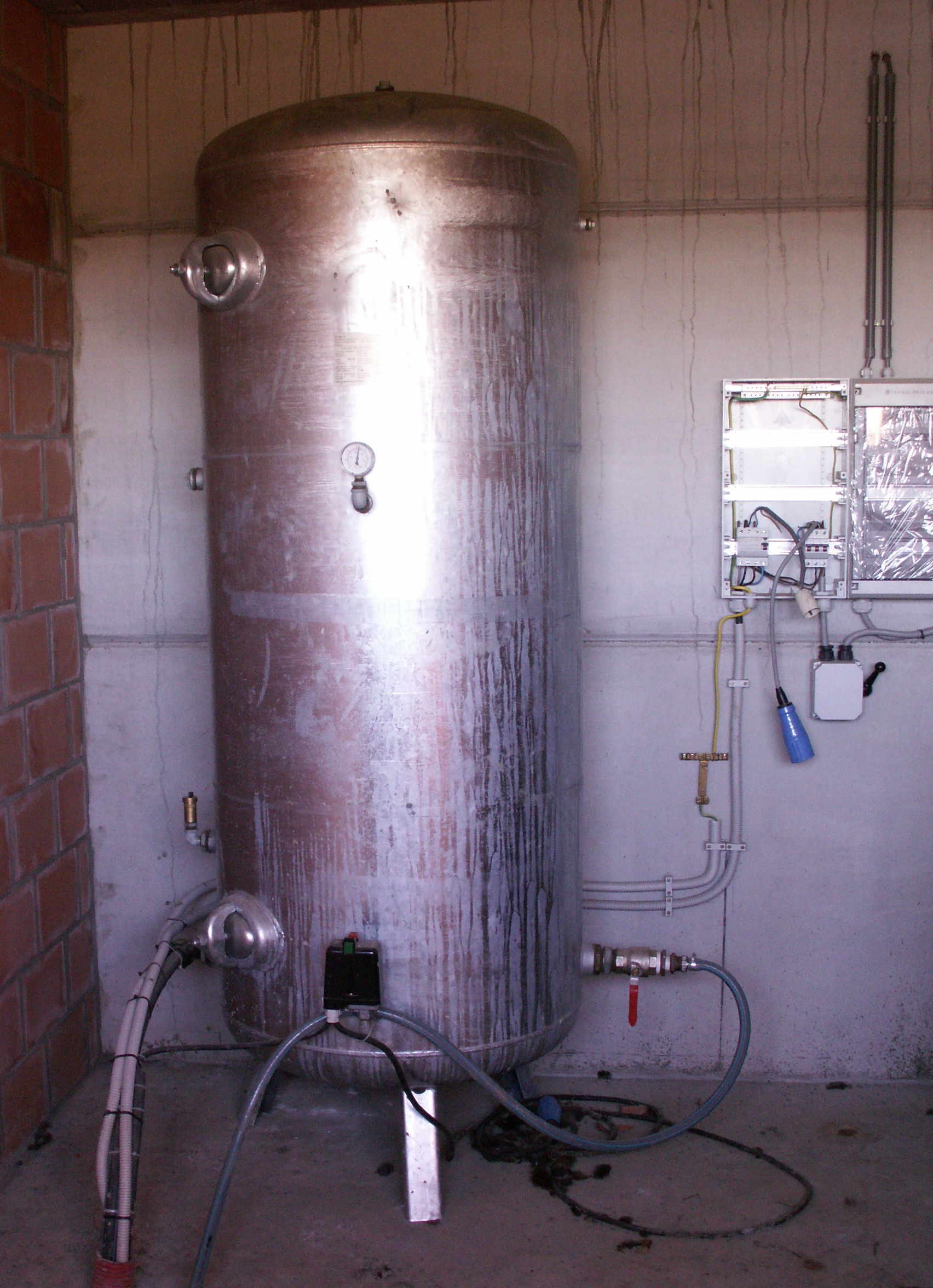
Álló víztartály

## A tartályok veszélyessége
A túlnyomással terhelt tartály üzeme veszélyes. A tartály felrobbanása emberéletet veszélyeztethet és jelentős anyagi kárt okozhat.
Ezért a kazánok tervezését, gyártását és üzemét szigorú ellenőrzés kíséri. A nyomástartó edények üzemének veszélyességét a belső nyomás és a térfogat mellett felhasználásuk módja is befolyásolja. Legnagyobb figyelmet igényelnek a nukleáris berendezések (például nukleáris reaktortartályok), más a veszélyessége a légtartályoknak, a 100 °C-nál magasabb hőmérsékletű kazánoknak, és a vegyipari tartályoknak, melyeket veszélyes (maró, mérgező, robbanás- és tűzveszélyes) gáz vagy folyadék tárolására használnak.
A nyomástartó edények veszélyességét a T terhelésmutató jellemzi:
{\displaystyle T=c{\sqrt {p_{e}V}}\,}
ahol
{\displaystyle c\,} a veszélyességi tényező, mely a tartályba töltött közeg minőségétől, a hőmérséklettől, az elhelyezés kockázatától, a beépítéstől függ.
{\displaystyle p_{e}\,[bar]} az engedélyezési nyomás
{\displaystyle V\,[m^{3}]} a tartály térfogata
A terhelésmutató alapján a légtartályokat a következőképpen sorolják be:
- T < 1000 veszélytelen terhelés
- 1000 < T < 30000 kisterhelésű
- 30000 < T < 106 közepes terhelésű
- T > 10 6 nagyterhelésű

A közepes és nagyterhelésű tartályok különleges kazánlemezből, a kisterhelésűek szerkezeti acélból gyárthatók. A terhelési mutatótól függ a felhasználható anyagminőség, a gyártástechnológia, a minőség-ellenőrzés, valamint a tartály felállításával és üzemeltetésével kapcsolatos biztonsági intézkedések.

## A hengeres köpeny szilárdsága

Vékonyfalú hengeres nyomástartó edény falában ébredő feszültségek

A vékonyfalú hengeres edényben belső nyomás hatására ébredő feszültséget az úgynevezett kazánformula vagy kazánképlet írja le. Az ábra szerinti {\displaystyle D\,} belső átmérőjű hengeres nyomástartó edény egy tetszőleges {\displaystyle l\,} hosszúságú szeletének képét ábrázolja, melyet egy szimmetriasíkja mentén képzeletben kettévágunk. A kettévágott két félkör alakú héjelemet a belső nyomás szét akarja húzni. A {\displaystyle p\,} belső nyomásból származó {\displaystyle Dlp\,} erővel az edény {\displaystyle s\,} vastagságú falában ébredő {\displaystyle \sigma _{t}\,} tangenciális irányú húzófeszültségből számítható erő ezzel tart egyensúlyt:
{\displaystyle \sigma _{t}2sl=Dlp\,},
ebből:
{\displaystyle \sigma _{t}={\frac {Dp}{2s}}}.
A belső nyomás nemcsak ezt az érintőirányú feszültséget ébreszti az edény falában, hanem axiális feszültséget is. Az edény fenekét leszakítani törekvő erő az axiális feszültségből számítható belső erővel tart egyensúlyt:
{\displaystyle p{\frac {D^{2}\pi }{4}}=\sigma _{a}D\pi s},
ebből:
{\displaystyle \sigma _{a}={\frac {Dp}{4s}}},
vagyis az axiális feszültség a tangenciális feszültségnek éppen a fele.
A nyomástartó edény belső felületére a belső nyomás is hat, mely -p nagyságú nyomófeszültséget eredményez:
{\displaystyle \sigma _{ny}=-p\,}
A három egymásra merőleges síkban ébredő normálfeszültség egyben főfeszültség is, mivel síkjukban csúszatófeszültség nem ébred. Így írható:
{\displaystyle \sigma _{1}=\sigma _{t},\sigma _{2}=\sigma _{a},\sigma _{3}=\sigma _{ny}\,}
A Mohr-féle feszültségelmélet szerint az egyenértékű feszültség a legnagyobb és legkisebb főfeszültség különbsége:
{\displaystyle \sigma _{egy}=\sigma _{1}-\sigma _{3}={\frac {Dp}{2s}}+p={\frac {Dp}{2s}}\left(1+{\frac {2s}{D}}\right)}
A gyakorlati számításoknál vékonyfalú tartályok esetén a 2s/D törtet kis értéke miatt elhanyagolják és csak a tangenciális feszültséggel számolnak, ezt a képletet hívják kazánformulának.
A gömbtartályok estén a két egymásra merőleges húzófeszültség egyenlő:
{\displaystyle \sigma _{1}=\sigma _{2}={\frac {Dp}{4s}}},
vagyis fele a hengeres tartály méretezése alapjául szolgáló feszültségnek. Ezért, valamint azért is, mert a gömbtartály felszíne adott térfogat mellett a legkisebb, a gömbtartály a leginkább anyagtakarékos nyomástartó edény. Amiért mégis többségében hengeres tartályokat gyártanak, az az oka, mert gyártásuk lényegesen egyszerűbb és olcsóbb.

## Edényfenekek
A hengeres tartályt két oldalról forgásfelület alakú fenékkel kell lezárni. Egészen kis nyomásoknál sík feneket használnak, legelterjedtebb azonban a sekély- illetve mélydomborítású edényfenék. Ezek meridiánmetszete kosárgörbe, vagyis két egymáshoz érintőlegesen csatlakozó körív. Még nagyobb nyomás esetén elliptikus keresztmetszetű feneket használnak, a legnagyobb nyomásokhoz pedig félgömb alakút. A fenekek gyártásának bonyolultsága és költsége az előbbi felsorolás szerint növekszik.
A tervezők a fenék szilárdságát a gömbtartályban ébredő feszültség módosított összefüggésével számítják:
{\displaystyle \sigma ={\frac {Dp\beta }{4s}}},
ahol
{\displaystyle \beta \,} a szabványokban megadott, a domborítás mértékétől függő egységnél nagyobb tényező.
A függőleges felállítású tartályokat készülékpatákra vagy támasztógyűrűre állítják, a vízszintes elrendezésűek készüléklábakra támaszkodnak. A tartályokon kivágásokat kell hagyni a közeg be- és elvezetésére, ezeket csőcsonkokkal oldják meg. Sok esetben bontható nyílásokra van szükség a tartály tisztítása, belső karbantartása, esetleg csőkígyó vagy más berendezés (például keverő) bevezetéséhez. Ezek kialakításánál a tartály falát további lemezek ráhegesztésével vagy kovácsolással kialakított darabokkal megerősítik, hogy a kivágás ne gyengítse meg a nyomástartó edény szilárdságát.

## Külső hivatkozások
- Arany János Műszaki Szakközépiskola és Szakiskola honlapja
- Országos Atomenergia Hivatal: Nyomástartó berendezések szilárdsági számítási normái
- A bányaüzemi célra szolgáló nyomástartó berendezések engedélyezéséről és ellenőrzéséről szóló szabályzattervezet szövege Archiválva 2008. március 9-i dátummal a Wayback Machine-ben